# Myriam Beatriz Hernández
Myriam Beatriz Hernández Álvarez (Quito, 1957) es una científica ecuatoriana y académica universitaria en la Escuela Politécnica Nacional. Fue la primera mujer Decana de una facultad de la Escuela Politécnica Nacional, en más de 150 años desde la fundación de la universidad, fue Directora - Fundadora del Programa Doctoral en Informática de la EPN (2016 - 2019). Su línea investigativa se orienta a la Inteligencia Artificial y Machine Learning aplicadas a la solución de problemas diversos en las áreas de Brain-Computer Interface, Emotion Recognition with EEG Signals, Security Vehicle vs. Infrastructure, Prediction of Risk of Traffic Accidents

## Biografía
Myriam Hernández Álvarez, nació en Quito, el 21 de julio de 1957. Estudió Ingeniería en Electrónica y Telecomunicaciones en la Escuela Politécnica Nacional y obtuvo una maestría en Computer Science en la Ohio University en Estados Unidos. Regresó al Ecuador y estudió una especialización en Dirección de Empresas en la Universidad Andina Simón Bolívar. Posteriormente obtuvo el título de doctorado en aplicaciones de la Informática en la Universidad de Alicante, España.Es una investigadora y docente de la Escuela Politécnica Nacional (EPN).
Desde el año 1987 ejerce la docencia en la EPN. Se desempeñó como Coordinadora de la Unidad de Sistemas de Información Geográfica y de la Unidad de Vinculación de la FIS. Fue elegida como representante principal de los profesores ante Consejo Politécnico en el 2011.
Fue la primera mujer Decana de una facultad de la Escuela Politécnica Nacional, en más de 150 años desde la fundación de la universidad. Estuvo cerca de 6 años en el cargo en la Facultad de Ingeniería de Sistemas (FIS). Lideró y logró la aprobación del primer programa de doctorado en Informática del Ecuador. Fue directora de este programa desde el 2015 hasta el 2019 contribuyendo a la creación de una estructura adecuada en la investigación científica en la EPN. Encabezó la creación de la revista de la FIS, Latin American Journal of Computing.
Ha dirigido múltiples proyectos de investigación en las áreas de Inteligencia Artificial y Machine Learning aplicadas a la solución de problemas diversos en las áreas de Brain-Computer Interface, Emotion Recognition with EEG Signals, Security Vehicle vs. Infrastructure, Prediction of Risk of Traffic Accidents, entre otros temas. Tiene más de 40 publicaciones en revistas indexadas y congresos internacionales con más de 800 citas en artículos científicos.
Ha estado involucrada en varios proyectos y actividades filantrópicas, destacando su enfoque al empoderamiento de las mujeres en el ámbito de la ciencia y tecnología.

## Publicaciones
Myriam Beatriz Hernández Álvarez ha contribuido ampliamente en el campo académico con más de 33 investigaciones y publicaciones que abarcan temas relevantes en ciencia, tecnología, ingeniería y matemáticas (STEM), con especial énfasis en el campo de la  Inteligencia Artificial, Machine learning, Computación Aplicada a las Comunicaciones y Seguridades, Seguridad y Privacidad, Computación Aplicada a los Sistemas de Información y Sistemas de Información, dentro de sus publicaciones más relevantes se encuentran: 
1. Herrera-Silva, J., & Hernández-Álvarez, M. (2023). Dynamic Feature Dataset for Ransomware Detection Using Machine Learning Algorithms. Sensors 2023. doi: https://doi.org/10.3390/s23031053 [8]
2. Marcillo, P., Tamayo Urgilés, D., Valdivieso Caraguay, Á., & Hernández Álvarez, M. (2022). Security in V2I Communications: A Systematic Literature Review. Sensors 2022, 22(23), 9123. doi: https://doi.org/10.3390/s22239123[9]
3. Martínez S., C. J. ., Moreno A., H. O. ., & Hernández A., M. B. . (2023). Analysis of Intrusions into Computer Systems using Honeypots. International Journal of Intelligent Systems and Applications in Engineering, 11(6s), 461–472.[10]
4. Marcillo, P., Valdivieso Caraguay, Á. L., & Hernández-Álvarez, M. (2022). A Systematic Literature Review of Learning-Based Traffic Accident Prediction Models Based on Heterogeneous Sources. Applied Sciences, 12(9), 4529.[11]
5. Hernández-Álvarez, M., & Granizo, S. L. (2021). Detection of Human Trafficking Ads in Twitter Using Natural Language Processing and Image Processing. Advances in Intelligent Systems and Computing, 1213 AISC, 77–83. [12]
6. Torres, E. P., Torres, E. A., Hernández-Álvarez, M., & Yoo, S. G. (2021). Machine Learning Analysis of EEG Measurements of Stock Trading Performance. Advances in Intelligent Systems and Computing, 1213 AISC, 53–60. [13]